# Cristianesimo in Tunisia
Il cristianesimo in Tunisia è una religione fortemente minoritaria.  La costituzione della Tunisia considera l'islam come religione di stato ma assicura comunque la libertà religiosa, pur con le limitazioni stabilite dalle leggi ordinarie. Il 99% della popolazione tunisina è di religione islamica.

## Storia
Il cristianesimo arrivò in Tunisia durante il dominio romano, probabilmente già nel I secolo. Sant'Agostino ha affermato che inizialmente il cristianesimo è arrivato in Tunisia attraverso le comunità ebraiche di Cartagine, Susa e Utica. Cartagine diventò uno dei centri principali della Chiesa nordafricana. Nel V secolo la Tunisia fu invasa dai Vandali, che erano cristiani ariani e cominciarono una repressione del cattolicesimo che durò fino al 533, quando i Bizantini sconfissero i Vandali e riconquistarono la Tunisia. Nel 697 gli Arabi conquistarono Cartagine e molti cristiani si rifugiarono in Sicilia e nell'Italia meridionale. I cristiani rimasti furono lasciati liberi di professare privatamente la loro religione, ma l'affermazione dell'islam portò al declino del cristianesimo in Tunisia. 
Dalla fine del XIX secolo il numero dei cristiani aumentò notevolmente, dopo che la Tunisia divenne un protettorato francese nel 1881. Fino agli anni cinquanta, la Tunisia ha ospitato grandi popolazioni cristiane, principalmente cattolici di origine francese, italiana e maltese (255.000 europei nel 1956). Dopo l’indipendenza della Tunisia nel 1956, molte famiglie di origine europea hanno lasciato il Paese e il numero dei cattolici è fortemente diminuito.

## Situazione attuale
L'International Religious Freedom Report del 2007 riportava che la comunità cristiana contava 25.000 persone, ed era composta principalmente da residenti stranieri e in minoranza da cittadini nativi della Tunisia di origine europea (italiana e francese), berbera e araba. Nel 2007 i cattolici erano 20.000. La Chiesa cattolica gestisce 12 chiese, 9 scuole, diverse biblioteche e 2 cliniche. Oltre a tenere servizi religiosi, la Chiesa cattolica ha aperto un monastero, ha organizzato liberamente attività culturali e ha svolto opere di carità in tutto il paese.
L'International Religious Freedom Report stima che il numero dei protestanti praticanti sia intorno a 2.000 individui. La Chiesa riformata di Francia mantiene una chiesa a Tunisi, con una congregazione di 140 membri principalmente stranieri. La Chiesa anglicana ha una chiesa a Tunisi con diverse centinaia di membri, prevalentemente stranieri. Ci sono inoltre circa 50 appartenenti alla Chiesa cristiana avventista del settimo giorno.
In Tunisia sono presenti anche le Chiese ortodosse. La Chiesa ortodossa russa ha circa 100 membri praticanti e gestisce una chiesa a Tunisi e un'altra a Biserta. La Chiesa greco-ortodossa, composta da 30 membri, mantiene 3 chiese (a Tunisi, Susa e Gerba).
Secondo alcune fonti, nel 2013 il numero dei cristiani in Tunisia era di 35.000 persone, appartenenti a ottanta nazionalità differenti. L'Annuario pontificio del 2018 stima che il numero dei cattolici sia salito a 30.700.